# Sidomulyo (Sumberejo)
Sidomulyo is een bestuurslaag in het regentschap Tanggamus van de provincie Lampung, Indonesië. Sidomulyo telt 2164 inwoners (volkstelling 2010).